# Арарат (фильм)
«Арарат» — кинофильм о геноциде армян 1915—1923 гг. Написан и снят Атомом Эгояном. Наряду с изучением влияния людей на конкретное историческое событие, фильм также анализирует само понятие истины и её отображение в искусстве.
Эгоян — канадский режиссёр армянского происхождения — давно хотел снять фильм о геноциде. Сам фильм — об усилиях армянского режиссёра Сарояна снять в голливудском стиле фильм о геноциде через призму одного очевидца, известного художника А. Горки. И хотя в фильме показываются ужасные сцены резни и насилия, они все в рамках снятого Сарояном фильма. Также поднимаются вопросы межэтнических проблем и неприязни, например, используется видеохроника разрушенных армянских церквей в древней столице Ани в современной Турции.
Из-за острополитического сюжета фильм не принёс большие кассовые сборы и, по решению режиссёра, в официальной программе Каннского кинофестиваля 2002 года был показан вне конкурса.

## Награды
На «Genie 2003» «Арарат» получил награды как лучший канадский фильм, лучший фильм года, а также за лучший дизайн и оригинальные костюмы. Арсине Ханджян и Элиас Котеас также получили премии как лучшие актёры. Эгоян был удостоен премии Гильдии писателей Канады за 2003 год. «Арарат» также получил премию Общества политического кино как лучший фильм в области прав человека и выиграл «Золотой Абрикос» на Ереванском международном кинофестивале 2004 года.